# Tuchów
Tuchów (udtale: [ˈtuxuf]) er en by og kommune (Gmina) i det sydøstlige Polen. Den ligger i voivodskabet Lillepolen (Województwo małopolskie) og har 6.339(2021) indbyggere, og et areal på 	18,15 km². Den er en del af powiat (amt) Tarnów.

## Geografi
Tuchów ligger ved floden Biała i en højde af 220 meter over havets overflade. Den ligger 100 km fra Kraków er 100 km og cirka 80 km fra grænsen til Slovakiet. Byen er omgivet af et malerisk landskab i udkanten af Karpaterne, med smukke bakker med milde skråninger. Brzanka er den højeste bakke i området, og er en af regionens turistattraktioner.